# Bruno di Verden
Bruno (920 – 26 gennaio 976) fu vescovo di Verden dal 962 alla morte.

## Biografia
Era figlio di Wichmann il Vecchio e di sua moglie della moglie Frederuna, o Bia o Peretheid, figlia di Teodorico di Ringelheim e sorella della regina Matilde. Apparteneva dunque alla dinastia dei Billunghi.
Monaco di Corvey, Bruno fu nominato dall'imperatore successore dello zio vescovo Amelung nel 962. Bruno è noto soprattutto per il suo rifiuto di consentire la sepoltura nella chiesa ad Ermanno in quanto scomunicato. Bruno ricevette l'immunità per la sua diocesi dall'imperatore Ottone I.
Secondo Tietmaro di Merseburgo, il figlio di Ermanno, Bernardo, mentre trasportava il corpo di suo padre a Luneburgo, incontrò Bruno e chiese supplicante che a suo padre fosse concessa l'assoluzione e fosse permesso la sepoltura nella chiesa. Bruno rifiutò. Questo atto mostra l'ostilità tra i due rami dei Billung.
Bruno fu tenuto in grande considerazione dall'imperatore, il quale lo aveva designato successore di Amelung. Poiché la pietra non era disponibile, Amelung aveva eretto e consacrato una magnifica chiesa in legno, che superava le altre per dimensioni e qualità. Le prove archeologiche confermano la descrizione di questa chiesa.
Bruno era ormai anziano e l'imperatore Ottone II chiese che il suo cappellano Ermanno, fratello di Folkmaro, arcivescovo di Colonia, fosse designato come assistente ed erede della diocesi di Bruno: questo rifiutò rispettosamente, citando la sua età e le sue condizioni mentali. Gli succedette Erp di Verden grazie all'intercessione dell'arcivescovo Eteldago.